# 10-я бомбардировочная авиационная дивизия ВМФ
10-я авиационная Сейсинская Краснознамённая дивизия пикирующих бомбардировщиков ВВС ВМФ — воинское соединение Вооружённых сил СССР во Второй мировой войне.

## История наименований
Условное наименование - управление авиационной бригады (дивизии): войсковая часть 49350. Политический отдел: войсковая часть 49351.
Действительные наименования:
20.08.43 г. 10-я бомбардировочная авиационная бригада была переименована в 10-ю ближнебомбардировочную авиационную дивизию.
26.12.44 г. 10-я ближнебомбардировочная авиационная дивизия была переименована в 10-ю авиационную дивизию пикирующих бомбардировщиков.
14.09.45 г. Указом Президиума Верховного Совета СССР за отличия в боях по разгрому милитаристской Японии дивизия была награждена орденом Красного Знамени.
15.09.45 г. Приказом ВГК за № 0501 за участие в боевых действиях по освобождению г. Сейсин дивизии присвоено почётное наименование Сейсинская.
С 15 декабря 1947 года, в соответствии с циркуляром НГШ ВМС № 0036 от 07.10.1947 г., ВВС 5-го ВМФ перешли на типовую организацию ВВС ВС СССР. 10-я Краснознамённая Сейсинская авиационная дивизия пикирующих бомбардировщиков переименована в 89-ю Краснознамённую Сейсинскую минно-торпедную авиационную  дивизию.

## История дивизии
10 сентября 1941 года (по другим источникам - 25 октября) 10-я авиационная бригада ВВС балтийского флота была расформирована, ввиду значительных потерь среди технического состава и частей обеспечения при переходе морем при отступлении советских войск.
К ноябрю 1941 года управление бригады прибыло в г. Саранск, где на базе 1-го запасного авиационного полка ВМФ происходило переформирование потрёпанных в боях авиационных частей ВМФ. В феврале 1942 года управление 10-й АБ, без командира бригады Петрухина, было направлено на Тихий океан, где на основании приказа НК ВМФ № 0042 началось формирование бригады под тем же номером. Генерал-майор авиации Петрухин Н.Т. принял под своё командование 61-ю ИАБ ВВС БФ. Командиром 10-й АБ второго формирования стал полковник Чибисов М. Н.
По прибытии на Дальний восток управление бригады разместилось на аэродроме Николаевка. В состав бригады были включены:
- 33-й БАП на аэродромах Сергеевка и Фроловка, самолёты СБ
- 34-й БАП на аэродроме Николаевка, самолёты СБ и Пе-2
- 19-й ИАП на аэродроме Николаевка, самолёты И-16 и Як-7
- 47-я ОМБРАЭ на аэродроме Врангель, самолёты МБР-2

26 декабря 1942 года на пополнение частей бригады был передан личный состав 40-го ОАЗ СБ, базировавшегося в бухте Провидения.
20 августа 1943 года, на основании приказа НК ВМФ № 0528 от 09.07.1943 г., 10-я БАБ переформируется в 10-ю бомбардировочную авиационную дивизию ВВС ТОФ, по штату № 030/361. В составе дивизии были 33-й БАП, 34-й БАП и 19-й ИАП. Управление дивизии и полки дислоцировались в Николаевке, а также в Сергеевке (АЭ 33-го БАП).
В 1945 году в оперативное подчинение дивизии был передан 55-й полк пикирующих бомбардировщиков, с временной дислокацией на АС Николаевка. Также числились 10 самолётов Ту-2, которые не были освоены и боевых вылетов не выполняли
9 августа 1945 года полки дивизии начали выполнять боевые задачи в ходе военных действий против Японии.
За мужество и героизм, проявленные в боях с Японией, 10-я авиационная дивизия пикирующих бомбардировщиков награждена орденом Красного Знамени и удостоена почётного наименования «Сейсинская», 19-й истребительный авиационный полк преобразован в гвардейский, 34-й ближнебомбардировочный авиационный полк переименован в 17-й гвардейский краснознамённый ББАП (с перевооружением на пикирующие бомбардировщики Пе-2 и Ту-2 полк стал именоваться "авиационный полк пикирующих бомбардировщиков").
В 1947 году 10-я АДПБ стала именоваться 89-й минно-торпедной дивизией, 17-й гв. АППБ переименован в 567-й гв. МТАП, В состав дивизии вошёл 52-й гв. МТАП  (передан из 3-й МТАД, без изменения места дислокации на аэр. Южная Сергеевка), 33-й БАП - расформирован.
В составе 89-й дивизии, по состоянию на 1952 год: 567-й гв. БАП, 52-й гв. МТАП, 650-я ОУТАЭ.
В 1955 году в состав дивизии вошёл 36-й МТАП, выведенный из Китая (в связи с расформированием Порт-Артурской ВМБ).
В составе дивизии, по состоянию на 1958 год: 567-й гв. МТАП, 52-й гв. МТАП
В 1960 году, в связи с реформированием армии, управление дивизии и её полки расформированы.

## Командиры
- Чибисов М. Н.
- Коваленко С.А.
- Михайлов
- дважды ГСС Раков В. И.
- Макаров С. Г.
- ГСС Павлов Г. В.
- Романцев Н. И.
- ГСС Пресняков А. В.
- Жданов В. И.

## Герои Советского Союза
- Лоскутов, Виктор Георгиевич, лейтенант, лётчик 34-го ближнебомбардировочного авиационного полка.